# 그라타주

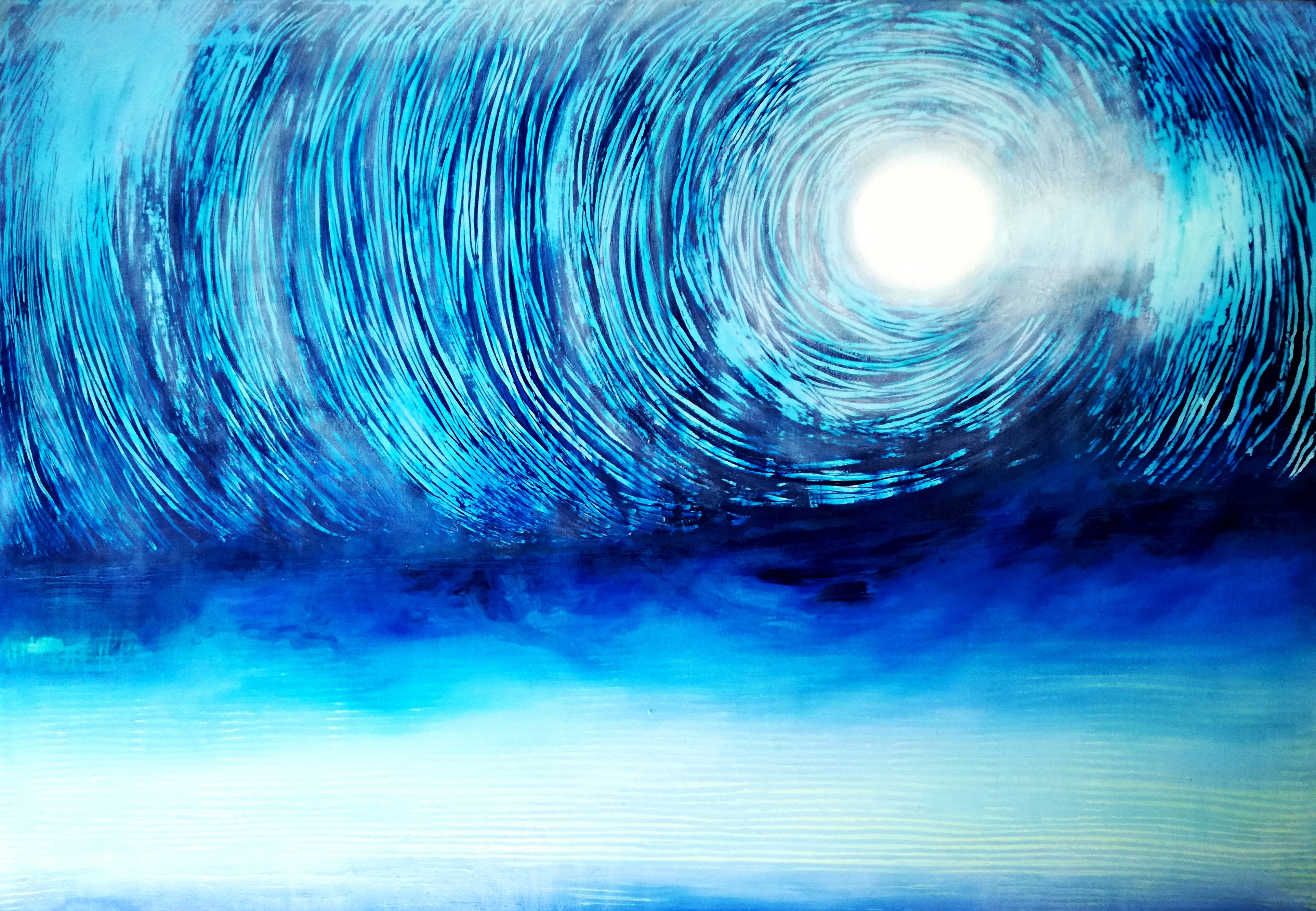
Apotheosis

그라타주(grattage)는 초현실주의 그림 기법의 하나이다.
유화 그림물감을 두껍게 바른 후 나이프로 긁어 내면 엷은 색층을 만들 수가 있게 되는데, 그라타주란 말의 본래의 의미는 그라트와르(스크레이퍼)라고 하여, 양쪽 날을 가진 나이프(前項 참조)로 미리 두껍게 칠해 둔 그림물감의 완전건조를 기다려서, 이 그림물감의 봉우리를 깎아 내는 방법이다. 깎여진 그림물감의 결은 밀도가 있는 딱딱한 질(質)을 들어내고, 다음에 칠하는 그림물감을 통하여 솔리드한 느낌을 만드는 효과가 있다. 이것이 마티에르의 질의 변화를 만드는 방법이다. 이 극단적인 이용법을 나타내고 있는 작품에 영국의 벤 니코르손이 있다. 이것은 초층(初層)에 미리 예정한 색층을 칠하여 두고서, 완전히 마르는 것을 기다려 다음의 색층을 겹치고, 다음으로 부분적으로 초층이 들어날 때까지 상층의 색층을 긁어내어 하색(下色)을 보이는 채색법으로 색채의 대비가 명확하여 강한 효과를 기대할 수 있다.  루오 등도 발색의 견뢰(堅牢)함을 표현하기 위하여 색층의 그라타주를 실시하여 적당한 엷은 색층의 조합(組合)으로 작화하고 있다.

## 같이 보기
- 프로타주
- 초현실주의